# Нарвалові
Нарвалові (Monodontidae) — родина зубастих китів, що мешкають в північних морях, перш за все в Арктиці.

## Морфологія, біологія
Величина нарвалових досягає 6 метрів. Їх голова спереду округлена з опуклим чолом. Грудні плавці відносно малі і округлені, спинний плавець відсутній. Живляться однорогові переважно з дна моря.

## Видовий склад
Двома сучасними представниками нарвалових є:
- нарвал (Monodon, 1 вид: Monodon monoceros)
- білуха (Delphinapterus, 1 вид: Delphinapterus leucas).

Спорідненість включених в родину нарвалових видів час від часу ставиться деякими вченими під сумнів, при цьому вони посилаються на різницю в будові барабанної перетинки. Але морфологічні та імунологічні дослідження підтверджують близьку спорідненість видів.

## Споріднені групи
Раніше через велику подібності до однорогових зараховували й "іравадійського дельфіна", але згідно з новішим дослідженням він належить все ж до родини дельфінових (Delphinidae).
З інших родин зубастих китів, до нарвалових найбільш близькі дельфінові і фоценові, і ці три родини часом об'єднують в загальний надродину дельфінуватих (Delphinoidea):
- надродина дельфінуваті (Delphinoidea)
  - родина Нарвалові (Monodontidae)
  - родина Дельфінові (Delphinidae)
  - родина фоценові (Phocoenidae)

## Галерея

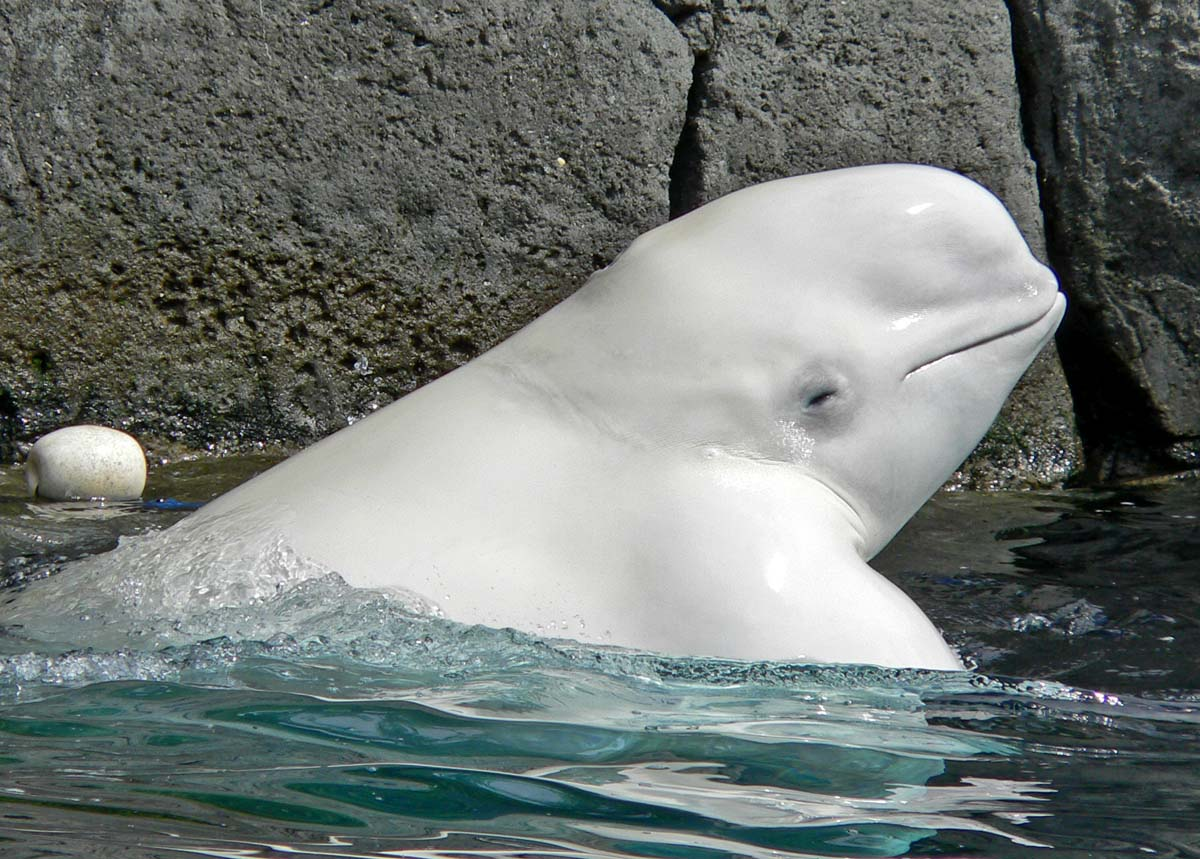
Білуха